# Haley Ishimatsu
Haley Dyan Ishimatsu (Bellflower, 10 de septiembre de 1992) es una deportista estadounidense que compitió en saltos de plataforma. Ganó una medalla en el Campeonato Mundial de Natación de 2009 y dos medallas en los Juegos Panamericanos de 2007.

## Palmarés internacional
| Campeonato Mundial   | Campeonato Mundial      | Campeonato Mundial | Campeonato Mundial     |
| Año                  | Lugar                   | Medalla            | Prueba                 |
| -------------------- | ----------------------- | ------------------ | ---------------------- |
| 2009                 | Roma (Italia)           | Medalla de plata   | Plataforma 10 m sincro |
| Juegos Panamericanos |                         |                    |                        |
| Año                  | Lugar                   | Medalla            | Prueba                 |
| 2007                 | Río de Janeiro (Brasil) | Medalla de plata   | Plataforma 10 m        |
| 2007                 | Río de Janeiro (Brasil) | Medalla de bronce  | Plataforma 10 m sincro |